# Шендеровка (Черневецкий район)
Шендеровка (укр. Шендерівка) — село на Украине, находится в Черневецком районе Винницкой области.
Код КОАТУУ — 0524989001. Население по переписи 2001 года составляет 473 человека. Почтовый индекс — 24113. Телефонный код — 4357.
Занимает площадь 2,407 км².

## Религия
В селе действует Свято-Михайловский храм Черневецкого благочиния Могилёв-Подольской епархии Украинской православной церкви.

## Адрес местного совета
24113, Винницкая область, Черневецкий р-н, с. Шендеровка, ул. Молодёжная, 55